# Нижнегнутов
Нижнегнутов — хутор в Чернышковском районе Волгоградской области.
Является административным центром Нижнегнутовского сельского поселения.

## География
Хутор расположен на берегу Цимлянского водохранилища, на краевой, пограничной, части Скифской плиты, недалеко от устья реки Цимла.
В центре хутора, в парке, братская могила павших воинов.

## Население
| 2010 |
| ---- |
| 1054 |